# 洪亮吉
洪亮吉（1746年10月17日—1809年6月24日），字君直，一字稚存，號北江，晚號更生，祖籍安徽省徽州府歙县，寄籍江苏省常州府阳湖县。乾隆五十五年（1790年）庚戌恩科榜眼。清代乾隆、嘉庆年间学者、文学家，曾發表人口学说。

## 生平
洪亮吉原名莲，字华峰。乾隆三十七年改名礼吉，乾隆四十六年参加礼部会试春闱时，改名为亮吉。因祖父洪寀入赘而寄籍江苏省常州府阳湖县。
洪亮吉六岁父亲洪翘去世，家贫，寡母蒋氏携洪亮吉和弟弟洪霭吉，以及三个女儿投靠娘家。洪亮吉刻苦读书，身材高大，喜歡穿紅色衣服。洪亮吉一直住在蒋家，设塾任教。乾隆三十三年（1768）与大舅蒋树诚之女结婚。洪亮吉以词章考据闻名，尤其擅长舆地。与诗人黄景仁、学者孙星衍友善，并得袁枚、蒋士铨的赏识。工駢文，與汪中並稱。
乾隆三十四年（1769）洪亮吉中秀才。乾隆三十五年和乾隆三十六年两次参加江南乡试，均未中。于是与好友黄景仁同往安徽太平府，作安徽学政朱筠的幕府校文。
乾隆四十一年（1776年），洪亮吉得知母亲病故，从浙江绍兴赶回家中，途中大哭落入河中，幸而得救。他守丧三年，教学童为生，租住在常州白马三司徒巷，贫困度日。
乾隆四十四年（1779）夏，洪亮吉赴京，在四库全书馆参加江南进呈图书的校对工作。第二年，洪亮吉参加顺天乡试，中举人。又一年，应春闱落榜。遂前往西安，充陕西巡抚毕沅幕府，协助编写《续资治通鉴》，并参与编撰《淳化县志》、《长武县志》、《澄城县志》。同幕有汪中、戴震、王念孙、邵晋涵。后来在河南作幕府，校刊书籍，编写《固始县志》、《登封县志》、《怀庆县志》。
1783年，黄景仁在山西运城病重，托付身后事给洪亮吉。洪亮吉从陕西七百里奔丧，千里扶柩回乡安葬。

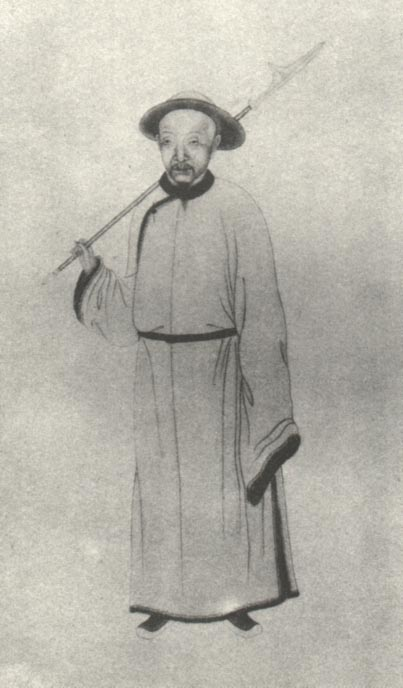
《清代學者象傳》之洪亮吉像

乾隆五十五年（1790年）四十四岁时终于以一甲第二名考中进士（榜眼），授翰林院编修，充国史馆编纂官。五十七年（1792年）担任顺天府乡试同考官。
同年，奉命外放督贵州学政。任内为贵州各府书院购置经、史、通典、《文选》等方面图书，提高了贵州学术水平。
嘉庆元年（1796年）回京師供职，入直上书房，教授皇曾孙奕纯读书。嘉庆三年（1798年）以征邪教疏为题考试翰林和詹事，洪亮吉著文，力陈内外弊政数千言，为时所忌，以弟丧辞职回乡。
嘉庆四年（1799年）为大学士朱珪起用，参与编修《高宗实录》。同年，上书《乞假将归留别成親王极言时政启》：“人才至今日消磨殆尽矣。数十年来，以模棱为晓事，以软弱为良，以钻营为进取之阶，以苟且为服官之计，由所遭者，无不各得其所欲而去，以定衣钵相承牢结而不可解……士大夫渐不顾廉耻……”，触怒嘉庆帝，下狱以大不敬律論斬。翰林王引之、贵庆等冒险入狱看望洪亮吉。后改流放伊犁，途中至保定，始知有“不许作诗，不许饮酒”之谕，“交将军保宁严加管束”。五年二月，抵伊犁。百日之后，四月，京师大旱，大赦天下，以“罪亮吉后，言事者日少”，被释放回籍。洪亮吉的伊犁百日行留下《天山客话》以及《伊犁日记》详细记载了伊犁的山川、物产、风貌等，《新疆图志》曾有大量引用。
洪亮吉释放回籍后，自号更生居士，家居撰述以终。七年二月，任旌德县洋川毓文书院山长。九年四月，至歙县洪坑村谒先祠，祭扫曾祖洪璟墓。卒葬武进县德泽乡前桥祖茔昭穴。

## 家族
先世為安徽歙县洪坑村人。曾祖父洪璟曾任山西大同知府。其子洪寀为洪亮吉的祖父，入赘于常州觀莊赵氏，娶康熙四十八年状元趙熊詔之女为妻，从此定居常州。
- 父亲洪翘，早亡。母親蔣氏。有三個姐姐，二姐嫁汪氏；弟弟洪靄吉。
- 曾孙洪彦先在太平军攻打常州府城时防守东门。巷战而死。之前，其弟妻龚氏及弟承惠并妻等男女16人均跳水自杀。
- 玄孙洪述祖，曾担任袁世凯政府内务部秘书及总统府顾问，是刺杀宋教仁的主谋之一。1919年成为中国第一个被执行绞刑者。
- 来孙洪深，洪述祖之子，中国电影先驱者，曾任中国戏剧家协会副主席、中国作家协会理事。
- 八世孫洪金寶，香港動作指導、演員、導演及監製。

## 轶事
洪亮吉上《乞假將歸留别成親王極言時政启啟》书得罪嘉慶帝，得知被判死刑後，仍然谈笑风生，不久，改流放伊犁惠遠，所居之房是有名的鬼屋。流放后，北京地区大旱，祷雨不应，嘉庆下令释放囚犯和时间较久的流放人员。并传谕释放洪亮吉，下诏后即降雨。皇帝忍不住驚呼：“天鑑捷於呼吸，益可感畏。”

## 觀點：人口論
洪亮吉著有《治平篇》一文，對中國人口的增長提出了革命性的見解。清朝的中國正經歷著人口增長最快的時代。據統計，在公元1651年—1661年即順治年間，中國人口不過僅一億。至乾隆末年，中國人口已達三億。而這段期間耕地面積卻沒有顯著增幅，遠低於人口的增長，平均每人佔有耕地從原來五畝之多，下降至兩畝。洪亮吉說：“則視三十年以前增五倍焉，視六十年以前增十倍焉，視百年、百數十年以前不啻增二十倍焉”：而田地、房屋“亦不過增一倍而止矣，或增三倍、五倍而止矣。”（《治平篇》）
洪亮吉認為，人口的增長既然遠遠超過了田地與房屋的增長，就使得“田與屋之數常處其不足，而戶與口之數常處其有餘”。
针对人口控制，他认为“曰：天地有法乎？曰：水旱疾疫，即天地调剂之法也。然民之遭水旱疾疫而不幸者，不过十之一二矣。曰：君、相有法乎？曰：使野无闲田，民无剩力，疆土之新辟者，移种民以居之，赋税之繁重者，酌今昔而减之，禁其浮靡，抑其兼并，遇有水旱疾疫，则开仓廪，悉府库以赈之，如是而已，是亦君、相调剂之法也。”

## 著作
- 《卷施阁诗文集》
- 《附鲒轩诗集》
- 《更生斋诗文集》
- 《北江诗话》
- 《春秋左传诂》